# Dom o Zielonych Progach
Dom o Zielonych Progach – zespół grający szeroko pojętą poezję śpiewaną oraz piosenkę turystyczną, od samego początku należący do projektu „W górach jest wszystko co kocham". Inspiracji do swoich utworów grupa szuka między innymi w twórczości Jerzego Harasymowicza, Wojtka Belona, Wiesławy Kwinto-Koczan czy Kazimierza Węgrzyna.

## Muzycy

### Obecny skład zespołu
- Wojciech Szymański – śpiew, gitary
- Agata Świerczyńska – śpiew, gitary
- Bartosz „Pelton” Zalewski – śpiew, gitary, gitara basowa
- Marcin Chatys – kontrabas

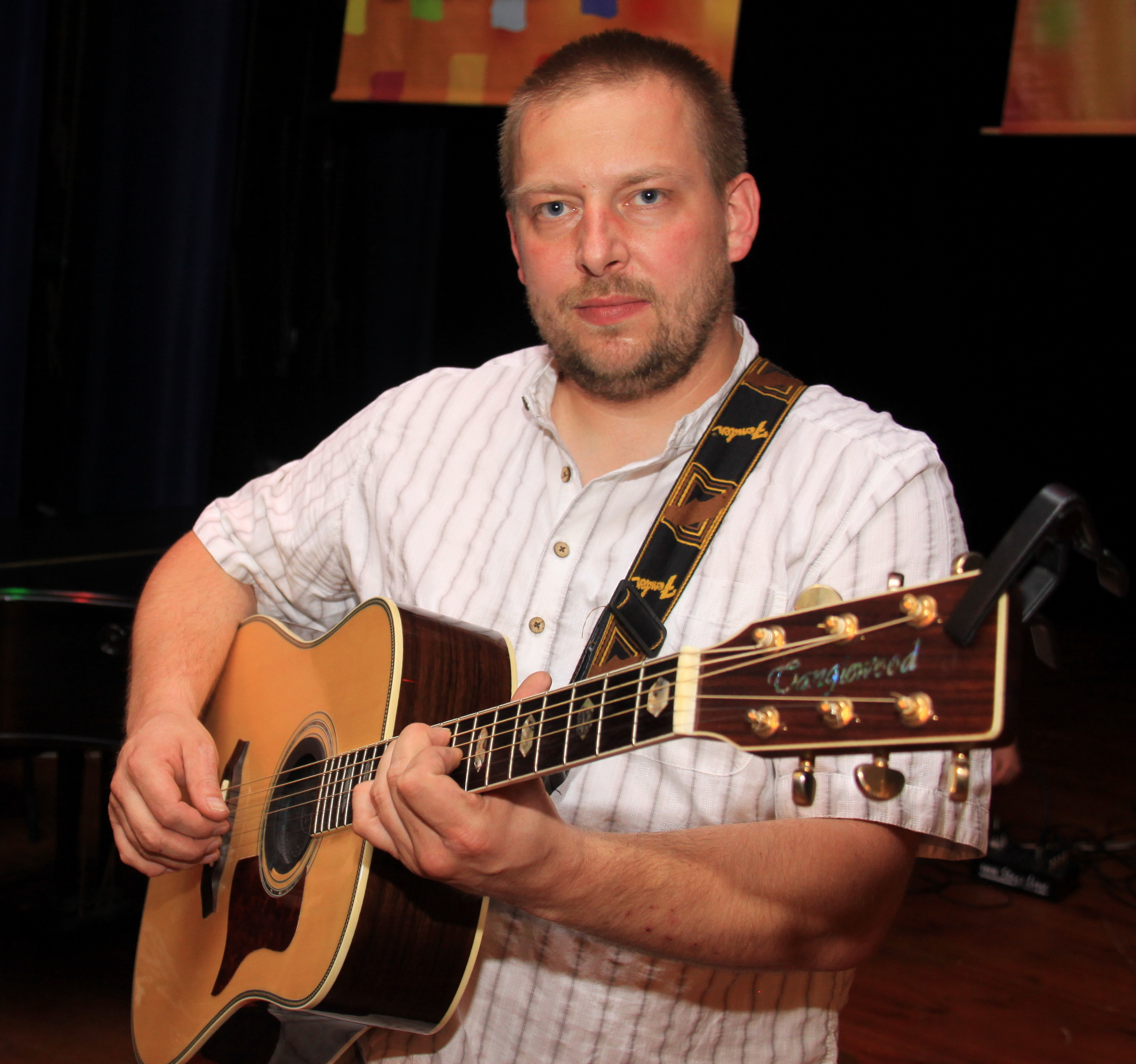
Wojciech Szymański
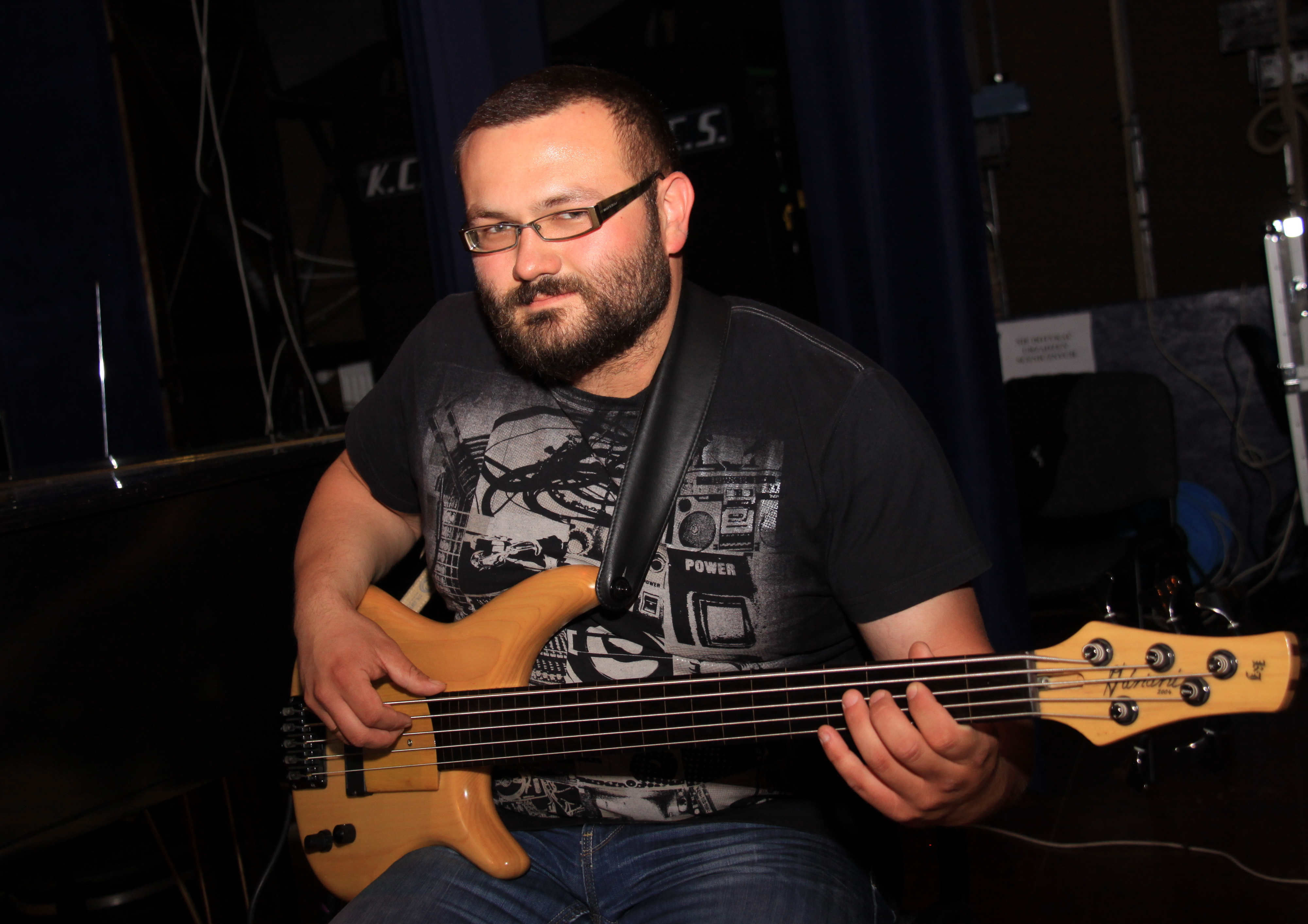
Bartosz „Pelton” Zalewski

### Gościnna współpraca
- Wojciech Chuchla – gitara solowa
- Rafał Cymbalista – realizacja dźwięku
- Grzegorz Różycki – piano, realizacja dźwięku
- Józef Rusinowski – perkusja, piano

## Historia
Dom o Zielonych Progach zawiązał się nieoficjalnie w górach, w Szklarskiej Porębie, podczas popołudniowej wędrówki po Górach Izerskich. Wykształcił się spontanicznie po części z dwóch zespołów: Dnieje (Monika Janik, Marzena Chabowska) i Kilku Przyjaciół (Wojciech Szymański). Od początku grupę tworzyła także Basia Mendyk oraz  Daniel Madej (brat Moniki i Marzeny).
Pierwszy koncert zespołu odbył się w 2000. W 2002 na Ogólnopolskim Studenckim Przeglądzie Piosenki Turystycznej Yapa zdobył I miejsce, nagrodę Studenckiego Koła Przewodników Beskidzkich w Łodzi oraz nagrodę publiczności. W kwietniu tego roku zespół nagrał swoje pierwsze piosenki, które znalazły się na pierwszej edycji płyty projektu poetycko-muzycznego W górach jest wszystko co kocham.
Jesienią 2004 do grupy dołączył Mieszko Stanisławski, pod koniec 2005 - Bartosz Zalewski, a wiosną 2006 - Marcin Skaba. W  roku 2015 zakończyła z zespołem współpracę wokalistka Basia Mendyk. W 2018 i 2019 roku nastąpiły duże zmiany w składzie Domu o Zielonych Progach, jego nową wokalistką została Agata Świerczyńska.

## Dyskografia

### Albumy
- Dom o Zielonych Progach (2004)
- Jam (2007)
- Tatika (2011)
- Łódki Marzeń (2012)
- Prawie jak nowi (2016)
- Wszystko ma swój czas (2019)

### Kompilacje
- W górach jest wszystko co kocham cz. I – według Jerzego Harasymowicza (2002)
- W górach jest wszystko co kocham cz. II (2003)
- W górach jest wszystko co kocham cz. III (2004)
- W górach jest wszystko co kocham cz. IV – śladami poezji Wojtka Belona (2005)
- W górach jest wszystko co kocham cz. V – miłość z gór (2006)
- W górach jest wszystko co kocham cz. VI (2008)
- W górach jest wszystko co kocham cz. VIII (2012)
- W górach jest wszystko co kocham cz. IX (2013)